# Wolf Rüdiger Hess
Wolf Rüdiger Hess (Heß en alemán, Múnich, 18 de noviembre de 1937 - Múnich, 24 de octubre de 2001) fue un arquitecto alemán, hijo del dirigente nacionalsocialista Rudolf Heß y de Ilse Heß.
Admirador de su padrino Adolf Hitler, investigó la muerte de su padre en la prisión de Spandau en 1987. Afirma que los servicios de inteligencia británicos lo mataron para impedir su libertad que por aquel entonces era inminente.
Estaba convencido de que el asesinato se llevó a cabo porque Inglaterra tenía miedo de que su padre pudiese revelar información comprometedora acerca de las acciones británicas durante la Segunda Guerra Mundial, lo que podría suceder si su padre quedase en libertad.
Fue autor de dos libros sobre su padre: My Father Rudolf Hess (Mi padre Rudolf Hess) en 1986, seguido de Who Murdered My Father, Rudolf Hess? (Quieén asesinó a mi padre, Rudolf Hess?).
Se graduó como arquitecto en 1961. Su esposa fue Andrea Hess, con quien tuvo dos hijas y un hijo, Wolf Andreas Hess.